# Скопа (поэма)
«Скопа» (лат. Ciris) — небольшая мифологическая поэма (эпиллий), которую приписывают римскому поэту Вергилию, часть Appendix Vergiliana. Мнения исследователей об истинном авторе расходятся.
Поэма рассказывает о Скилле — героине греческих мифов, которая из любви к царю Крита Миносу погубила своего отца, а после этого превратилась в птицу. В отдельных строках есть явная перекличка с «Энеидой», и это аргумент в пользу того, что поэма была написана уже после смерти Вергилия. Согласно одной из версий, Вергилий начал её писать, а закончил позже другой поэт, оставшийся безымянным.